# オーストラリアツカツクリ
オーストラリアツカツクリ（オーストラリア塚造、Megapodius reinwardt）は、キジ目ツカツクリ科に分類される小形のツカツクリ類である。暗色の家禽大の陸鳥であり、英名の Orange-footed Scrubfowl のとおり橙色のたくましい脚を持ち、また、後頭には先の尖った冠羽がある。

## 分布
ニューギニア南部、ワラセアの多くの島嶼、オーストラリア北部に、6亜種が生息する。本種は森林一帯や低木地帯を利用し、その分布域における多くの島嶼で繁殖している。オーストラリアのダーウィン郊外の公園などに多く見られ、そこでは人びとから Bush Turkey と呼ばれている。

## 生態
オーストラリアツカツクリは、種子や落ちた果実、陸生の無脊椎動物を採餌する。ほかのツカツクリ類と同様に、砂地、葉の腐葉土のほか崩壊堆積物など、卵を孵す役割を果たす、有機物質の腐敗により生み出される熱をもつ大きな塚に巣を作る。高さ3-5m、直径12mにも達する塚の作成や補修は周年行なわれる。そこに年に1回、おおよそピンク白色で約90×52mmの卵、5-12個を産む。

## 形態
全長約40cm (40-60cm)。上面は暗褐色で、頸部および下面は濃青灰色。後頭に短くて先の尖った褐色の冠羽があり、くちばしは赤褐色。太い脚および趾は橙色。

## 亜種

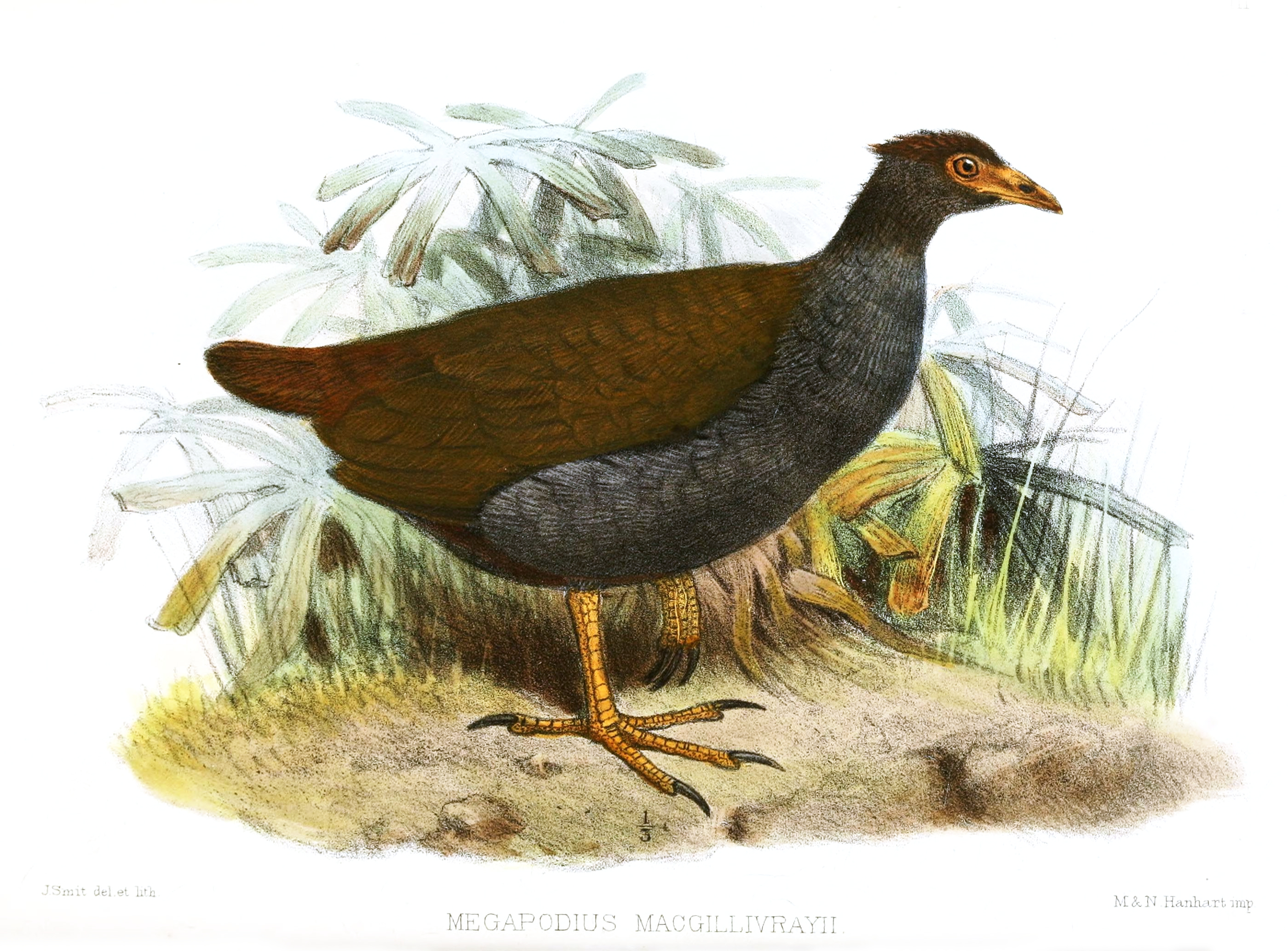
M. r. macgillivrayi

- M. r. buruensis (Stresemann, 1914) - モルッカ諸島南部のブル島に分布する[5]。
- M. r. reinwardt (Dumont, 1823) - 基亜種。小スンダ列島、モルッカ諸島南東部、アルー諸島、ニューギニア南・南東部に分布する[5]。
- M. r. macgillivrayi (GR Gray, 1862) - ダントルカストー諸島、ルイジアード諸島に分布する[5]。
- M. r. tumulus (Gould, 1842) - オーストラリア北部に分布する[5]。
- M. r. yorki (Mathews, 1929) - オーストラリア北東部のヨーク岬半島に分布する[5]。
- M. r. castanonotus (Mayr, 1938) - クイーンズランド州東部のクックタウン（英語版）からヤプーン（英語版）にかけて分布する[5]。

いくつかの亜種は、例えば タニンバルツカツクリ (Megapodius tenimberensis) のように、単一の種として扱われることがあるとともに、ある亜種がほかの種の亜種と見なされることもある。例えば本種の亜種 M. r. buruensis は、ときに別種であるツカツクリ (Megapodius freycinet) の1亜種とされる。

## 保全状況評価
一般に、個体数は安定しているように見られ、種の保全状況は、軽度懸念 (Least Concern, LC) であると考えられる。